# Motor Yacht Society
Motor Yacht Society, eller MYS, är en ideell förening med säte i Bromma i Stockholms kommun. Föreningens uppgift är att vårda och bevara, samt främja intresset för gamla, maskindrivna nöjesbåtar.
Alla som stödjer MYS syfte och uppgift kan bli medlemmar i föreningen. MYS har fem olika sektioner, MYS Yacht, MYS Racer, MYS Historic, MYS Classic och MYS Supporters. Att få sin motorbåt registrerad i någon av sektionerna Yacht, Racer, Historic eller Classic förutsätter att båten uppfyller respektive sektions krav och godkänns av föreningens inspektörer. Medlemmar utan båt ingår i föreningen som supporters. I början av 2019 var antalet medlemmar cirka 400 och antalet invalda båtar cirka 270.
Exempel på Motor Yacht Societys årligen återkommande föreningsaktiviteter är matrikelutdelning, eskaderseglingar, deltagande i mässor samt klubbkvällar med olika teman. MYS utger varje år en tryckt matrikel med bland annat bilder och beskrivningar över medlemsbåtarna samt en 24-sidig medlemstidning, Mysnytt, som utkommer med fyra nummer per år. Medlemmarna i föreningen har vidare tillgång till MYS-Arkiv, en databas lanserad i april 2019 med bilder och fakta om samtliga båtar som är eller har varit registrerade i MYS. I april 2019 var antalet båtar 506 stycken.

## Historik
Motor Yacht Society bildades 1971. Namnet Motor Yacht Society, MYS, uppstod på inspiration av GYS - Gaff Yacht Society, som är en klubb för segelbåtsentusiaster. Den första, större MYS-träffen ägde rum 1973. Supporterklubben bildades samma år. 1975 var 53 jakter inregistrerade i föreningen. Racersektionen bildades 1978. MYS publicerade sin första matrikel 1975, och en medlemstidning utgavs för första gången 1981.